# Apstar 9A
O Apstar 9A, também conhecido por Zhongwei 1, ChinaStar 1, Zhongxing 5A (ZX-5A) e Chinasat 5A, é um satélite de comunicação geoestacionário chinês construído pela Lockheed Martin, ele está localizado na posição orbital de 142 graus de longitude leste e foi operado inicialmente pela China Orient Telecommunications Satellite Company, posteriormente pela China Satcom e atualmente é operado pela APT Satellite Holdings Limited. O satélite foi baseado na plataforma A2100A e sua expectativa de vida útil era de 15 anos.

## História
O satélite Zhongwei 1 (Chinastar 1), construído pela Lockheed Martin para a China Orient Telecommunications Satellite Co., parte do ministério de telecomunicações chinês. O Zhongwei 1 foi projetado para servir a China, Índia, Coreia do Sul e Sudeste Asiático, com 18 transponders em banda C e 20 em banda Ku.
Em 2010, o satélite foi assumido pela China Satcom e foi renomeado para ZX-5A (Chinasat 5A). Em 2013, a APT e China Satcom chegaram a um acordo pelo qual a APT iria arrendar o satélite para preparar o mercado para a chegada de Apstar 9 e transferiu o satélite para a posição orbital de 142 graus leste, onde ele foi renomeado para Apstar 9A.

## Lançamento
O satélite foi lançado com sucesso ao espaço no dia 30 de maio de 1998, por meio de um veiculo Longa Marcha 3B lançado a partir do Centro Espacial de Xichang, na China. Ele tinha uma massa de lançamento de 2 984 kg.

## Capacidade e cobertura
O Apstar 9A é equipado com 18 transponders em banda C e 20 em banda Ku para fornecer comunicações de voz e vídeo em toda a China e os países vizinhos.